# 河野明子
河野 明子（かわの あきこ、1978年12月19日 - ）は、元テレビ朝日アナウンサー。夫は元プロ野球選手、野球指導者の井端弘和。

## 人物・略歴
慶應義塾幼稚舎、慶應義塾中等部、慶應義塾女子高等学校、慶應義塾大学法学部法律学科卒業後、2001年4月テレビ朝日に入社。高校までバスケットボール部に所属。根本美緒とは幼稚舎から大学まで同級生である。
大学ではラクロス部に入部。テレビ朝日入社後もしばらくはラクロス競技を続ける。日本代表経験者で、2001年の第6回女子ラクロス・ワールドカップに出場。『朝日新聞』（東京本社管内、2002年1月17日付夕刊）や写真週刊誌『FLASH』（2003年7月8日号）などが取材する。2002年7月から2004年3月までは『ニュースステーション』のスポーツコーナー（木・金曜日）を担当するほか、各種スポーツ中継を行う。
2004年4月5日から2009年3月31日まで『Nステ』の後番組『報道ステーション』で古舘伊知郎と共に総合キャスターを務めた。
プロ野球は中日ドラゴンズのファンである。特に井端弘和のファンで、堅実に守り勝つ中日野球が好きと語っていた。2004年の沖縄キャンプの取材で井端と出会い、その後意気投合。2008年夏頃から本格的に交際。同年12月に井端からプロポーズされ、12月22日に結婚し、同日の報道ステーションで報告した。2009年3月31日に退社し、名古屋に移り住む。シーズン中は夫の遠征にも同行し、2009年シーズンは中日の公式戦を130試合以上観戦していたという（ナゴヤドーム開催時は全試合観戦）。2009年12月13日に結婚式と披露宴を行なった。同年12月21日に新婚旅行先のロサンゼルスへ旅立った。
2011年5月29日、妊娠していることが明らかになった。同年の7月26日に長男を出産。その後、2013年に長女、2015年に次女を出産している。

## 出演番組
過去の出演番組
- ニュースステーション（スポーツコーナー担当 木・金曜日、2002年7月4日-2004年3月26日）
- 各種スポーツ中継
- 祝!VOICE6公演決定!女性アナ本音で生トークSP - 前田有紀と共演
- 報道ステーション（サブキャスター、2004年4月5日-2009年3月31日）